# كاريغا ليغوري
كاريغا ليغوري (بالإيطالية: Carrega Ligure)‏ هي بلدية في مقاطعة ألساندريا في إقليم بييمونتي في إيطاليا.

## السكان
في سنة 1861 بلغ عدد السكان 3٬292 نسمة، وتطور العدد ليصل في سنة 2011 لـ 83 نسمة.
يظهر هذا المخطط البياني تطور النمو السكاني لـ كاريغا ليغوري